# 微粒體
微粒體（英語：Microsome）在細胞生物學中定義為從內質網的碎片所得到的小型囊泡。必須將肝臟或其他組織磨碎（均質化）之後，才能得到微粒體。微粒體含有細胞色素P450（CYP）酶，與氧化代謝有關。
微粒體能夠在不同的離心速度之下，從其他的細胞胞器區隔出來、濃縮並分離。未破碎的細胞、細胞核與粒線體在一萬g點的離心速度可以被沉澱並分離出來，而P450及其他可溶性酵素與內質網碎片，保留在溶液中（g值代表地球的重力加速度）。在更快速的十萬g值離心旋轉之下，內質網會沉澱成粒狀或塊狀，而可溶性酵素則保留在表層懸浮液中。依照這個方式，微粒體中的细胞色素P450可以被濃縮並分離。由於P450中的輔助因子血基質含有鐵元素，微粒體呈現紅褐色。P450在老鼠和人類肝臟中的含量相當豐富。
微粒体是细胞被匀浆破碎时，内膜系统的膜结构破裂后自己重新封闭起来的小囊泡（主要是内质网和高尔基体），这些小囊泡的直径大約在100 nm左右，是异质性的集合体，将它们称为微粒体。多数情况下，在体外实验中，具有蛋白质合成、蛋白质糖基化和脂类合成等内質網的基本功能。